# Сьо Сен'ї
Сьо Сен'ї (яп. 尚 宣威; 1430 — 1477) — 8-й ван Рюкю в 1476 році. Посмертне ім'я Ґічу.

## Життєпис
Походив з селянської родини на о. Іхея. Доволі малим втратив батько. Ним опікувався старший брат Канамару. Ймовірно опинився приванському дворі, коли брат досяг значних посаду — у 1450-х роках.
1470 року після сходження Канамару на трон під ім'ям Сьо Ен отримав родове ім'я Сьо. 1476 року відповідно до заповіту останнього успадкував трон. Втім стикнувся з численними інтригами удови брата — Огіяку, що намагалася передати трон синові Сьо Сіну.
Через 6 місяців сестра Сьо Сен'ї — норо (верховна жриця) храму династії Сьо оголосила, що дух Сьо Ена вимагає надання трону Сьо Сіну. Тому Сьо Сен'ї зрекся влади на користь небожа. Він отримав титул принца Геку, але помер вже 1477 року, ймовірно його було отруєно за наказом Огіяку.